# Orthozona karapina
Orthozona karapina là một loài bướm đêm trong họ Noctuidae.